# Boeing X-37

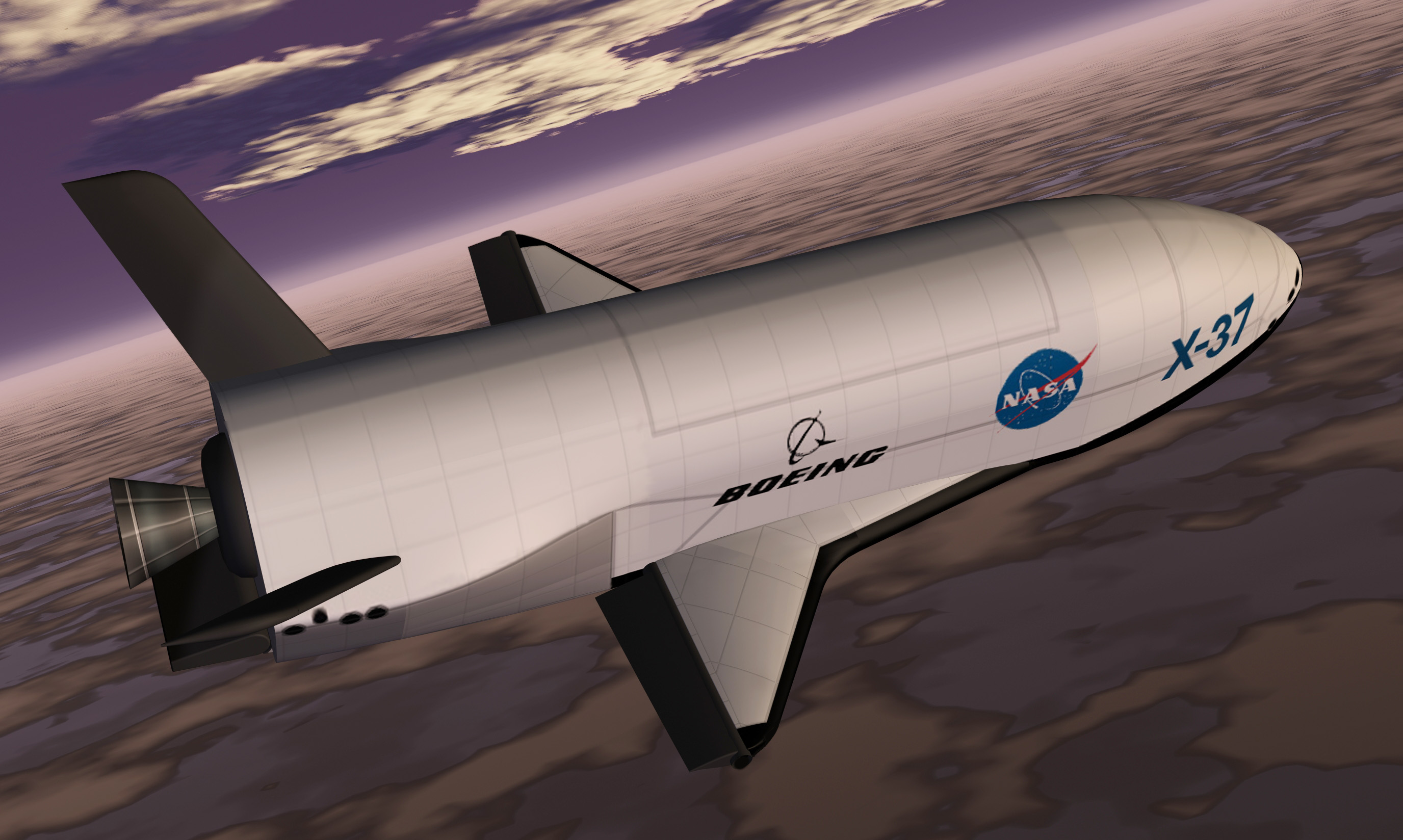
Impresie artistică

Boeing X-37 (de asemenea și X-37 Orbital Test Vehicle) este o navă spațială americană fără pilot, reutilizabilă. Aceasta este lansată în spațiu de o rachetă, apoi re-intră în atmosfera Pământului și aterizează ca un avion spațial. X-37 este operat de către United States Air Force pentru misiuni de zboruri spațiale orbitale menite să demonstreze tehnologiile spațiale reutilizabile. X-37 este un derivativ scalat de 120% din anteriorul Boeing X-40. Ca situație, în 2013 nava deține recordul mondial ca fiind cel mai mic avion robotic, lansat în spațiu fără pilot. 
X-37 a început ca un proiect NASA în 1999, înainte de a fi transferat la Departamentul Apărării al Statelor Unite în 2004. Acesta a realizat primul zbor de test (în cădere liberă) la 7 aprilie 2006, la Edwards Air Force Base, California. Prima misiune orbitală a fost lansată pe 22 aprilie 2010, folosind o rachetă lansatoare, Atlas V. Revenirea cu succes pe Pământ a avut loc la 3 decembrie (același an) și a fost primul test al unui scut termic și al manipulării aerodinamice hipersonice. Un al doilea X-37 a fost lansat la data de 5 martie 2011, cu denumirea misiunii „USA-226”; a revenit pe Pământ, la 16 iunie 2012; o a treia misiune X-37, „USA-240”, a fost lansată cu succes la 11 decembrie 2012.

## Legături externe
- X-37 Orbital Test Vehicle fact sheet Arhivat în 26 iunie 2014, la Wayback Machine. from the U.S. Air Force
- X-37B Orbital Test Vehicle page at Boeing.com
- X-37 fact sheet Arhivat în 24 octombrie 2012, la Wayback Machine. at NASA.gov
- X-37, X-37A and X-37B pages at GlobalSecurity.org